# Georg Bachmayer
Georg Bachmayer (Fridolfing, Bayern; 12 de agosto de 1913 – 8 de mayo de 1945) fue un militar de las SS con el rango de Hauptsturmführer (capitán) y miembro de la SS-Totenkopfverbände. Si bien Franz Ziereis era quien ocupaba el cargo de comandante del campo de Mauthausen y sus dependencias externas, Bachmayer era el responsable del recinto interior (recinto en el que se alojaban los prisioneros) de Mauthausen. También fue el primer comandante del campo de concentración de Ebensee dependiente del campo de Mauthausen.

## Biografía
Bachmayer nació en Fridolfing (ex-Bayern), en el distrito de Traunstein en Baviera  en 1913.  En su juventud trabajó como carpintero.  Se unió a las SS y alcanzó el rango de Hauptsturmführer en el Totenkopf-Infanterie-Regimiento nº  1,  perteneciente a la División SS Totenkopf en Baviera.  Estas divisiones SS fueron creadas para la custodia de los campos KZ y por tanto, Bachmayer fue asignado en 1940 como encargado del campo de Mauthausen, bajo la supervisión de Franz Ziereis, comandante de Mauthausen y demás campos dependientes.
Cuando en 1944 se aprobó la construcción del campo satélite de Ebensee, uno de los más grandes de los 101 campos austríacos de trabajos forzados, esta no era más que una gigantesca cantera natural cercana a las montañas de Seeberg. Los nazis proyectaron esconder en ese sector las instalaciones de Peenemunde, donde se ensayaban los cohetes V-2.  La tarea consistiría en excavar y perforar las laderas de la cantera para construir grandes túneles que albergaran dichas instalaciones. Estas obras se realizarían con mano de obra esclava proporcionada por el campo de Mauthausen.
El campo entró en funcionamiento en 1943 y Zieries envió a Bachmayer como comandante de dicho campo. Georg Bachmayer ganó una triste fama por su extrema crueldad y sadismo con los prisioneros-esclavos.  Bachmayer tenía por costumbre colgar a los presos por sus pulgares y si se llegaban a liberar, Bachmayer soltaba sus mastines para matarlos. Aquellos que caían bajo su mirada indefectiblemente eran ejecutados. Bachmayer fue reemplazado en 1944 por Anton Bentele y redestinado a Mauthausen.
En mayo de 1945, durante el hundimiento del nazismo, Bachmayer huyó del campo junto a su mujer e hijos y se refugió en una casa de campo en el Tirol, fingiendo ser un tirolés.  Fue localizado por fuerzas de EE. UU. el 8 de mayo de 1945 y viéndose acorralado, asesinó a su familia y acto seguido se suicidó.